# Leri Jabélov
Leri Jabélov –en ruso, Лери Хабелов; en georgiano, ლერი ხაბელოვი– (Tiflis, 5 de julio de 1964) es un deportista ruso de origen georgiano que compitió en lucha libre.
Participó en tres Juegos Olímpicos de Verano, obteniendo en total dos medallas, oro en Barcelona 1992 y plata en Seúl 1988, ambas en la categoría de 100 kg, y el 14.º lugar en Atlanta 1996.
Ganó 6 medallas en el Campeonato Mundial de Lucha entre los años 1985 y 1995, y 5 medallas en el Campeonato Europeo de Lucha entre los años 1985 y 1995.

## Palmarés internacional
| Representando a la URSS           |                            |                   |           |
| Juegos Olímpicos                  |                            |                   |           |
| Año                               | Lugar                      | Medalla           | Categoría |
| 1988                              | Seúl (Corea del Sur)       | Medalla de plata  | 100 kg    |
| Campeonato Mundial                |                            |                   |           |
| Año                               | Lugar                      | Medalla           | Categoría |
| 1985                              | Budapest (Hungría)         | Medalla de oro    | 100 kg    |
| 1987                              | Clermont-Ferrand (Francia) | Medalla de oro    | 100 kg    |
| 1990                              | Tokio (Japón)              | Medalla de oro    | 100 kg    |
| 1991                              | Varna (Bulgaria)           | Medalla de oro    | 100 kg    |
| Campeonato Europeo                |                            |                   |           |
| Año                               | Lugar                      | Medalla           | Categoría |
| 1985                              | Leipzig (RDA)              | Medalla de oro    | 100 kg    |
| 1987                              | Veliko Tarnovo (Bulgaria)  | Medalla de oro    | 100 kg    |
| 1988                              | Mánchester (Reino Unido)   | Medalla de oro    | 100 kg    |
| Representando al Equipo Unificado |                            |                   |           |
| Juegos Olímpicos                  |                            |                   |           |
| Año                               | Lugar                      | Medalla           | Categoría |
| 1992                              | Barcelona (España)         | Medalla de oro    | 100 kg    |
| Representando a la CEI            |                            |                   |           |
| Campeonato Europeo                |                            |                   |           |
| Año                               | Lugar                      | Medalla           | Categoría |
| 1992                              | Kaposvár (Hungría)         | Medalla de oro    | 100 kg    |
| Representando a Rusia             |                            |                   |           |
| Campeonato Mundial                |                            |                   |           |
| Año                               | Lugar                      | Medalla           | Categoría |
| 1993                              | Toronto (Canadá)           | Medalla de oro    | 100 kg    |
| 1995                              | Atlanta (Estados Unidos)   | Medalla de bronce | 130 kg    |
| Campeonato Europeo                |                            |                   |           |
| Año                               | Lugar                      | Medalla           | Categoría |
| 1995                              | Friburgo (Alemania)        | Medalla de bronce | 130 kg    |